# Église Saint-Pierre-et-Saint-Paul de Ruillé-sur-Loir
Pour les églises du même vocable, voir Église Saint-Pierre-et-Saint-Paul.
L'église Saint-Pierre-et-Saint-Paul est une église romane du XIIe siècle, située à Ruillé-sur-Loir, dans le département français de la Sarthe, inscrite monument historique.

## Historique
La construction de l'église date du XIIe siècle, puis celle-ci est agrandie au cours du XVIe siècle (trois chapelles nord) et au XIXe siècle (quatre chapelles sud).

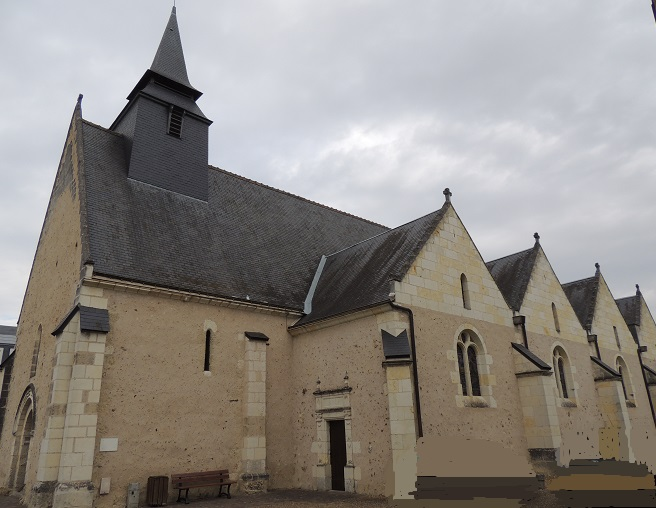
La façade sud agrandie au XIXe siècle.

L'édifice renferme notamment une fresque dite du Jugement dernier datant du XIIIe siècle. L'église est inscrite aux monuments historiques depuis le 3 février 1999.